# Fuente Alemana de Santiago

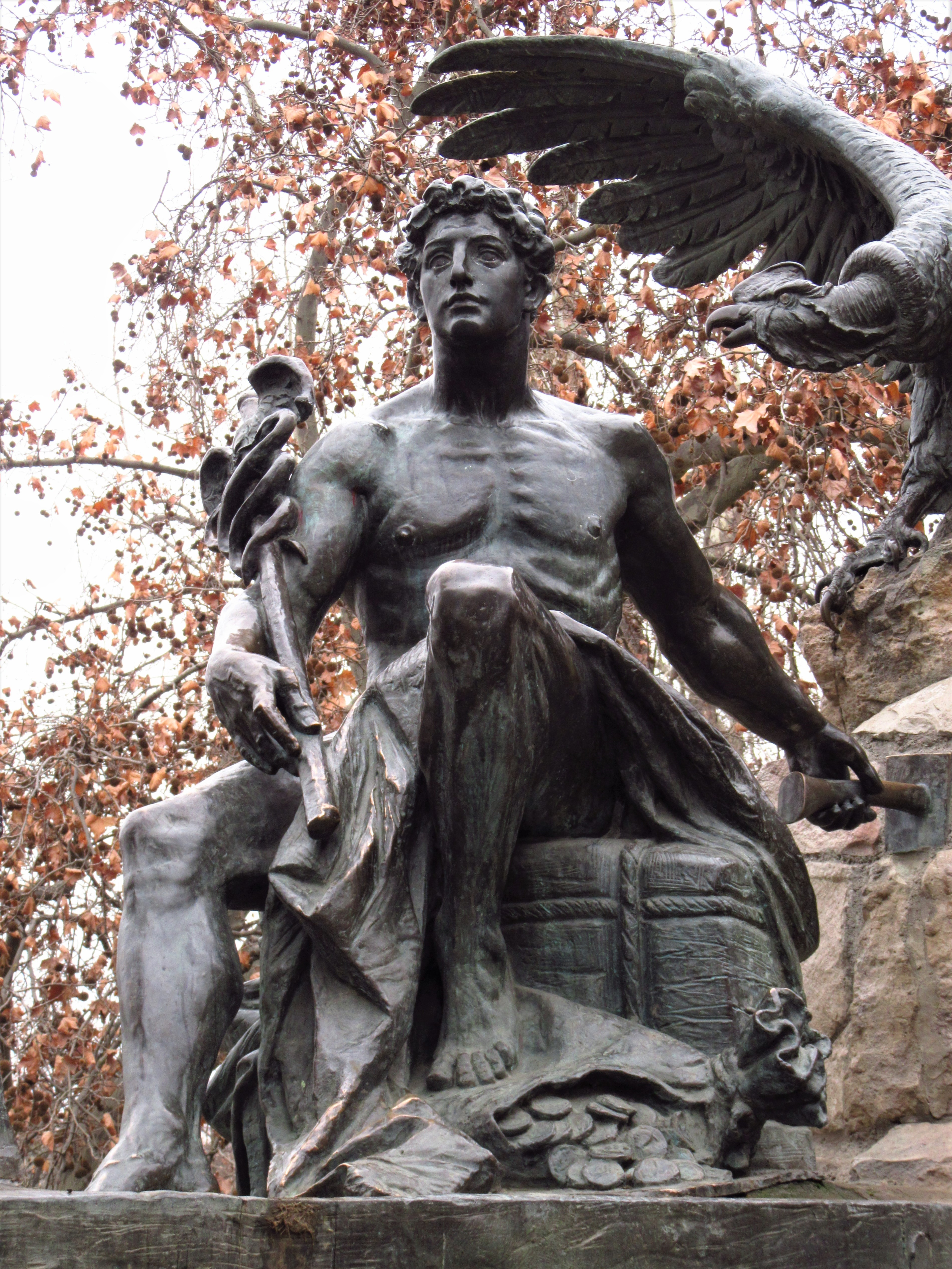
El dios Mercurio en la popa del monumento.

La Fuente Alemana de Santiago es una fuente monumental situada en el Parque Forestal de la capital chilena, a la altura de la Plaza Baquedano.
La obra fue diseñada por el escultor alemán Gustavo Eberlein, y está hecha en bronce y piedra. 
Fue una donación que realizó la comunidad chileno-alemana con motivo de las conmemoraciones por el Centenario de Chile, en agradecimiento a la buena acogida que recibieron en el país, siendo inaugurada el 13 de octubre de 1912.
En 2011 fue remodelada por la Municipalidad de Santiago dentro del contexto de las obras del Bicentenario de Chile.
Tras las protestas de 2019 y 2020, la fuente fue hallada vandalizada con grafiti en numerosas ocasiones.
En 2024, como parte de las obras de mitigación por la construcción de la Línea 7 del Metro de Santiago, la fuente fue sometida a una restauración completa.

## Iconografía
Es una alegoría que es representada por una embarcación en la que se encuentra un joven con su brazo extendido dominando los mares, se interpreta como el progreso y desarrollo de Chile, a un lado se sitúa la diosa romana Victoria, personificando una metáfora del triunfo de la nación libre y soberana. Por los costados, se ubica un minero mestizo que representa el esfuerzo y al lado opuesto una mujer criolla, simbolizando la fortuna y la belleza. 
En la popa se encuentra el dios Mercurio, quien libra el barco de un peñón roscoso que simboliza la Cordillera de Los Andes. En la parte posterior de la fuente, se puede apreciar un cóndor, el ave nacional de Chile, con sus alas desplegadas.